# 小呂策爾

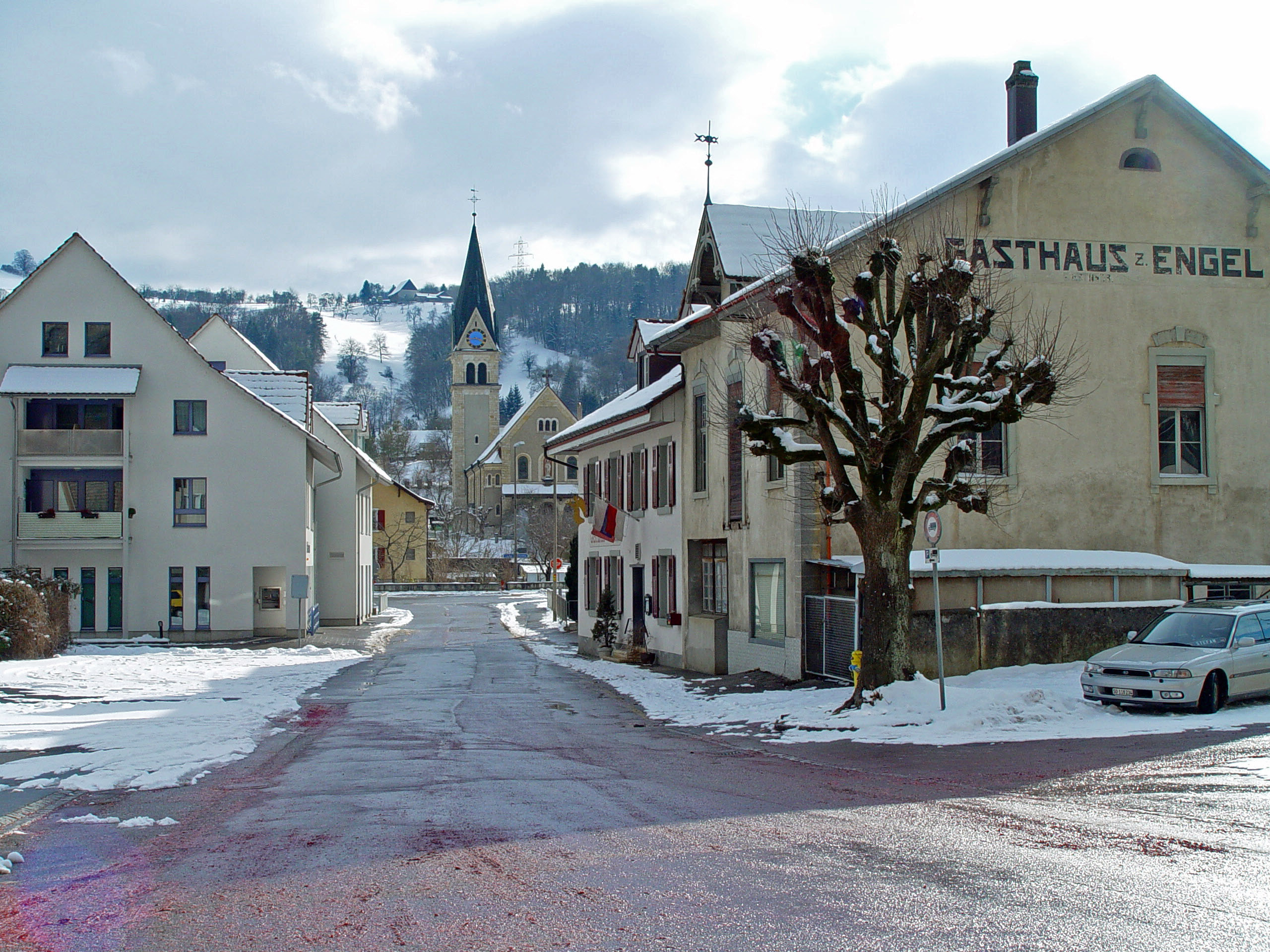

小呂策爾（德語：Kleinlützel）是瑞士的城鎮，位於該國北部，由索洛圖恩州負責管轄，面積16.29平方公里，海拔高度420米，2012年人口1,250，七成人口信奉羅馬天主教，人口密度每平方公里77人。